# Société en nom collectif
Pour la forme de société française, voir Société en nom collectif (droit français).
La société en nom collectif (SNC ou s.e.n.c.) désigne, en français, la forme élémentaire de société commerciale. Il s'agit d'une société de personnes formée par contrat sous seing privé entre au moins deux personnes et où chacun des partenaires est solidairement et personnellement responsable des dettes de la société.
Cette forme de société extrêmement simple est la forme de société « par défaut », qui peut être choisie dès lors que deux ou plusieurs personnes physiques souhaitent s’associer afin d’exploiter ensemble une entreprise.
Dans la plupart des systèmes juridiques qui connaissent cette forme de société, la société en nom collectif n'a pas de personnalité juridique propre mais doit pourtant s'inscrire sous son nom au registre de commerce, peut acquérir des droits, contracter des obligations ou agir en justice.
Du point de vue fiscal, la transparence est de règle, puisque la société en nom collectif n'est pas assujettie et que les associés sont imposés directement sur leur quote-part des bénéfices de la société.
La société en nom collectif existe en France, en Suisse, au Canada, en Belgique, en Allemagne (en allemand : Offene Handelsgesellschaft), dans les pays anglo-saxons (General partnership).

## En droit québécois
En droit québécois, la société en nom collectif est régie par les articles 2198 à 2225 du Code civil du Québec. D'après l'arrêt Ferme CGR enr., s.e.n.c. (Syndic de) de la Cour d'appel du Québec, la SENC n'a pas la personnalité juridique, mais elle possède un patrimoine indépendant de ses associés.